# Lepidisis macrospiculata
Lepidisis macrospiculata is een zachte koraalsoort uit de familie Isididae. De koraalsoort komt uit het geslacht Lepidisis. Lepidisis macrospiculata werd in 1919 voor het eerst wetenschappelijk beschreven door Kükenthal. 